# Михайлов, Валерий Викторович
Валерий Викторович Михайлов (20 января 1952, Воронеж — 5 апреля 2024, Владивосток) — российский учёный-микробиолог, доктор биологических наук, профессор по специальности «микробиология», член-корреспондент РАН (2006).

## Биография
Родился 20 января 1952 года в Воронеже.
В 1978 году окончил факультет почвоведения МГУ.
Заведующий лабораторией микробиологии Тихоокеанского института биоорганической химии имени Г. Б. Елякова ДВО РАН.
В 2006 году избран членом-корреспондентом РАН.
Умер 5 апреля 2024 года после тяжёлой продолжительной болезни в возрасте 72 лет.

## Научная деятельность
Специалист в области общей и морской микробиологии, микробной экологии и биотехнологии.
Читал курс лекций для студентов Дальневосточного государственного университета «Общая микробиология» и «Общая и микробная биотехнология», а также вводный курс лекций по микробиологии студентам Владивостокского государственного медицинского университета.
Под его руководством защищено 7 кандидатских и 3 докторских диссертации.
Научно-организационная деятельность
- член Ученого совета ТИБОХ ДВО РАН;
- член двух диссертационных советов;
- председатель Музейного совета при Президиуме ДВО РАН;
- член Уставной комиссии ДВО РАН;
- член Совета по биологическим наукам ДВО РАН;
- член Президиума Межрегионального микробиологического общества (Россия);
- член Society for General Microbiology, American Society for Microbiology, World Federation for Culture Collections;
- член Экспертного совета Отдела биологии и медицинских наук РФФИ;
- член редколлегии многотомного издания «Биота российских вод Японского моря».

- Михайлов В. В., Кузнецова Т. А., Еляков Г. Б. Морские микроорганизмы и их вторичные биологически активные метаболиты. Владивосток. Дальнаука, 1999, 132 с.;
- Mikhailov V. V., Romanenko L. A., Ivanova E. P. The Genus Alteromonas and related proteobacteria. In: M. Dworkin Ed.-in- Chief. The Prokaryotes: An Evolving Electronic Resource for the microbiological Community, 3rd edition, 2002), New York, Springer-Verlag;
- Михайлов В. В., Терентьев Л. Л., Терентьева Н. А. Морские микроорганизмы и их ферменты. Владивосток: Дальнаука, 2004, 230 с.;
- Михайлов В. В. Прокариоты (Mikhailov V. V. Prokaryota). В серии: «Биота российских вод Японского моря» (Главный редактор академик Касьянов В. Л.), т. 2. Владивосток: Дальнаука, 2004, 168 с. (на русском языке с. 9-88, на английском языке с. 89-167).